# Concón
Concón is een gemeente in de Chileense provincie Valparaíso in de regio Valparaíso. Concón telde 42.152 inwoners in 2017 en heeft een oppervlakte van 76 km².
- Library of Congress Control Number: n83192795
- Nationale Bibliotheek van Israël: 987007562261805171
- Virtual International Authority File: 129046463